# الزهرة العطرة تزهر بكرامة
الزهرة العطرة تُزهر بكرامة (باليابانية: 薫る花は凛と咲く) هي مانغا يابانية من تأليف ورسم ساكا ميكامي.

## القصة
تتوطد علاقة غير متوقعة بين رينتارو المعروف بمظهره المُخيف، طالب سنة ثانية في مدرسة شيدوري الثانوية للبنين ويعمل في مخبز عائلته. وكاوروكو صاحبة العقل المنفتح، طالبة في مدرسة كيكيو الثانوية للبنات. يتفاهم الاثنان مع بعضهما على الفور... لكن سعادتهما لا تدوم طويلاً بسبب أجواء الكراهية المتبادلة بين مدرستيهما المتجاورتين.

## الشخصيات
- رينتارو تسوماغي

أداء صوتي: يوشينوري ناكاياما
- كاوروكو واغوري

أداء صوتي: هونوكا إينوي
- أوسامي شوهي

أداء صوتي: كيكينوسوكي تويا
- ساكو ناتساوا

أداء صوتي: كوكي أوتشياما
- آياتو يوريتا

أداء صوتي: هيرو إيشيباشي
- سوبارو هوشينا

أداء صوتي: آيا ياماني
- كيوكو تسوماغي

## وسائط

### المانغا
نشرت سلسلة المانغا، التي كتبها ورسمها ساكا ميكامي، في 20 أكتوبر 2021. تم جمع السلسلة في أربعة عشر مجلدًا اعتبارًا من أكتوبر 2024.

### أنمي
مسلسل الأنمي من إخراج ميوكي كورُوكي، إلى جانب ساتوشي ياماغوتشي كمخرج مساعد. وانتاج ستديو كلوفر وركس، وتصميم الشخصيات من قبل كوهِي توكوؤكا، والموسيقى من تأليف موئيكي هارادا.